# Sylvia Canel

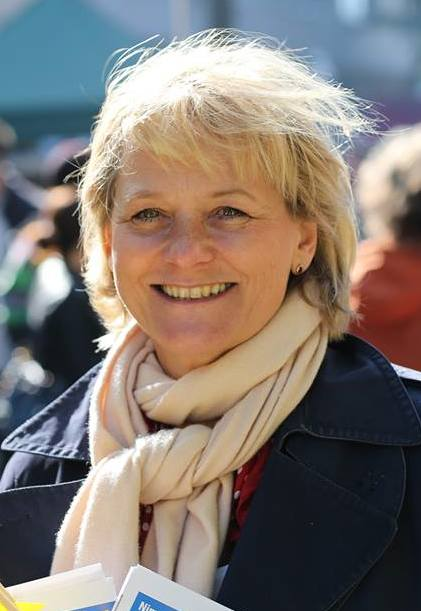
Sylvia Canel (2014)

Sylvia Canel (* 22. Mai 1958 in Hamburg) ist eine ehemalige deutsche Politikerin (FDP, Neue Liberale). Sie war von Oktober 2009 bis Oktober 2013 Mitglied des Deutschen Bundestages und von April 2012 bis Anfang September 2014 Landesvorsitzende der FDP Hamburg. Von Ende September 2014 bis zum 28. November 2015 war sie neben Najib Karim Co-Bundesvorsitzende der Kleinpartei Neue Liberale.

## Berufliches
Nach dem Abitur 1978 in Hamburg begann Canel ein Lehramtsstudium der Biologie, der Germanistik und der Pädagogik an der Universität Hamburg, das sie 1989 mit dem 2. Staatsexamen abschloss. Seitdem arbeitete sie als Gymnasiallehrerin.

## Politik
Canel war seit 2002 Mitglied in der FDP. Von 2003 bis 2006 war sie Kreisvorsitzende der FDP Alstertal-Walddörfer und stellvertretende Vorsitzende des Bezirks Wandsbek, zwischen 2005 und 2007 Vorsitzende des Landesfachausschusses für Bildung, Wissenschaft und Sport und Beisitzerin des Landesvorstandes, von 2005 bis Januar 2010 bildungspolitische Sprecherin der FDP Hamburg sowie von 2007 bis April 2011 stellvertretende Landesvorsitzende der FDP Hamburg. 2008 gründete sie die Arbeitsgemeinschaft Die Modernen Liberalen.
Bei der Bundestagswahl 2009 kandidierte sie auf Platz 2 der Landesliste Hamburg und schaffte so den Einzug in den Bundestag. Dort war sie ordentliches Mitglied im Bildungsausschuss sowie stellvertretendes Mitglied im Auswärtigen Ausschuss.
Canel erklärte am 11. April 2011 ihre Kandidatur zum Vorsitz der FDP Hamburg. Ihr Gegenkandidat für die Wahl am 15. April 2011 war der amtierende Landesvorsitzende Rolf Salo. Im Wahldurchlauf konnte Canel 53 Stimmen für sich verzeichnen und unterlag somit Salo (68 Stimmen) deutlich. In der Wiederwahl zum Stellvertreter unterlag Canel der Rechtsanwältin Petra Wichmann-Reiß.
Im August 2011 sprach sie sich indirekt für das Ende von Schwarz-Gelb aus.
Seit 2012 war sie Landesvorsitzende der FDP Hamburg. Zuletzt setzte sie sich am 5. April gegen die Vorsitzende der FDP-Bürgerschaftsfraktion Katja Suding mit 66 zu 55 Stimmen durch.
Unterstützt vom Bund der Steuerzahler gründete Canel mit 9 weiteren Bundestagsabgeordneten im Mai 2012 eine „Allianz gegen den ESM“. Der temporäre Rettungsschirm EFSF müsse wie geplant 2013 auslaufen. Die dauerhafte Nachfolgeeinrichtung ESM dürfe es nicht geben, da sie gegen Haftung und Eigenverantwortung verstoße. Innerhalb der FDP unterstützte Canel den „Liberalen Aufbruch“, einen wirtschaftsliberalen Parteiflügel der FDP. Am 7. Dezember 2012 kandidierte sie auf der Vertreterversammlung der Hamburger FDP gegen den bisherigen Spitzenkandidaten Burkhardt Müller-Sönksen für Platz eins der Landesliste zur Bundestagswahl 2013. Sie unterlag jedoch mit 45 zu 64 Stimmen. Da sie sich für weitere Listenplätze nicht mehr bewarb, schied sie mit dem Ende der Wahlperiode aus dem Deutschen Bundestag aus. Bei den Bezirksversammlungswahlen in Hamburg am 25. Mai 2014 wurde sie in die Bezirksversammlung Wandsbek gewählt.
Am 28. September 2014 trat Canel auf dem Gründungsparteitag der Partei Neue Liberale an und wurde, zusammen mit ihrem ehemaligen Stellvertreter an der Spitze der FDP-Landespartei, Najib Karim, sowie dem früheren Hamburger Senator Dieter Biallas zur Co-Bundesvorsitzenden gewählt.

Am 1. September hatte sie bereits ihr Amt als Landesvorsitzende der FDP niedergelegt und war aus der Partei ausgetreten.
In der Bezirksversammlung Wandsbek bildete Canel mit einem FDP-Mitglied und einer ehemaligen AfD-Abgeordneten eine „Liberale Fraktionsgemeinschaft“ (LFG), die bis zum 19. Juni 2019 bestand.

## Sonstiges
Canels Mutter Rosalinde hatte Ziad Jarrah, Mitattentäter und Todespilot des United-Airlines-Fluges 93 bei den Anschlägen am 11. September 2001, als Untermieter, bevor dieser Kontakte zu der Terrorgruppe aufbaute.